# Dufourea glaboabdominalis
Dufourea glaboabdominalis is een vliesvleugelig insect uit de familie Halictidae. De wetenschappelijke naam van de soort is voor het eerst geldig gepubliceerd in 1986 door Wu.